# マイケル・ピータース
マイケル・ピータース（Michael Douglas Peters, 1948年8月6日 - 1994年8月21日）は、アメリカの振付師。
マイケル・ジャクソンのThrillerの振付師として知られる。

## 来歴
1948年にニューヨーク州ブルックリン、ウィリアムズバーグでアフリカ系アメリカ人の父とユダヤ人の母親の元に生まれる。彼の最初のキャリアはドナ・サマーの1975年のヒット曲「愛の誘惑」（Love To Love You Baby）のミュージックビデオでの特徴的な振り付けによってである。
しかし、彼の業績における最も偉大なものはボブ・ジラルディが監督したマイケル・ジャクソンのミュージックビデオ「今夜はビート・イット」における振り付けと、出演、そしてジョン・ランディス監督による「スリラー」の印象的なゾンビダンスの振り付けであろう。「今夜はビート・イット」ではギャングの一方のボス役としてサングラスと白いジャケットを身につけ、相手のボスとの決闘中マイケルに制止され、群舞に至る。群舞の中では優れたパフォーマンスが特に目立っている。
ジラルディとはのちにライオネル・リッチーの「ハロー」においても振り付け師（または、ダンス教師）の役で出演をしている。
1982年にはハリウッドミュージカル「ドリームガールズ」での振り付けに対しトニー賞を受賞している。
1986年から2008年まで毎年演じられた少年隊ミュージカル「PLAYZONE」シリーズの第1回上演に際して、振付師に招かれた。
1994年、ロサンゼルスでエイズにより死亡。46歳だった。